# Maori I New Zealand
|  | Denne artikel er oprettet af botten PalnaBot ud fra en ekstern database. Den kan derfor have sproglige fejl eller mangler. Denne skabelon kan fjernes efter kontrol af indholdet. |

Maori I New Zealand er en film instrueret af Irma Clausen.

## Handling
En antropologisk beskrivelse af et naturfolk i New Zealand, deres stillingtagen til den hvide mand og den deraf følgende militante verdensanskuelse - en konsekvens af strukturomvæltningerne, der fulgte efter overenskomsten med det britiske kongehus.